# Сапіга Богдан Семенович

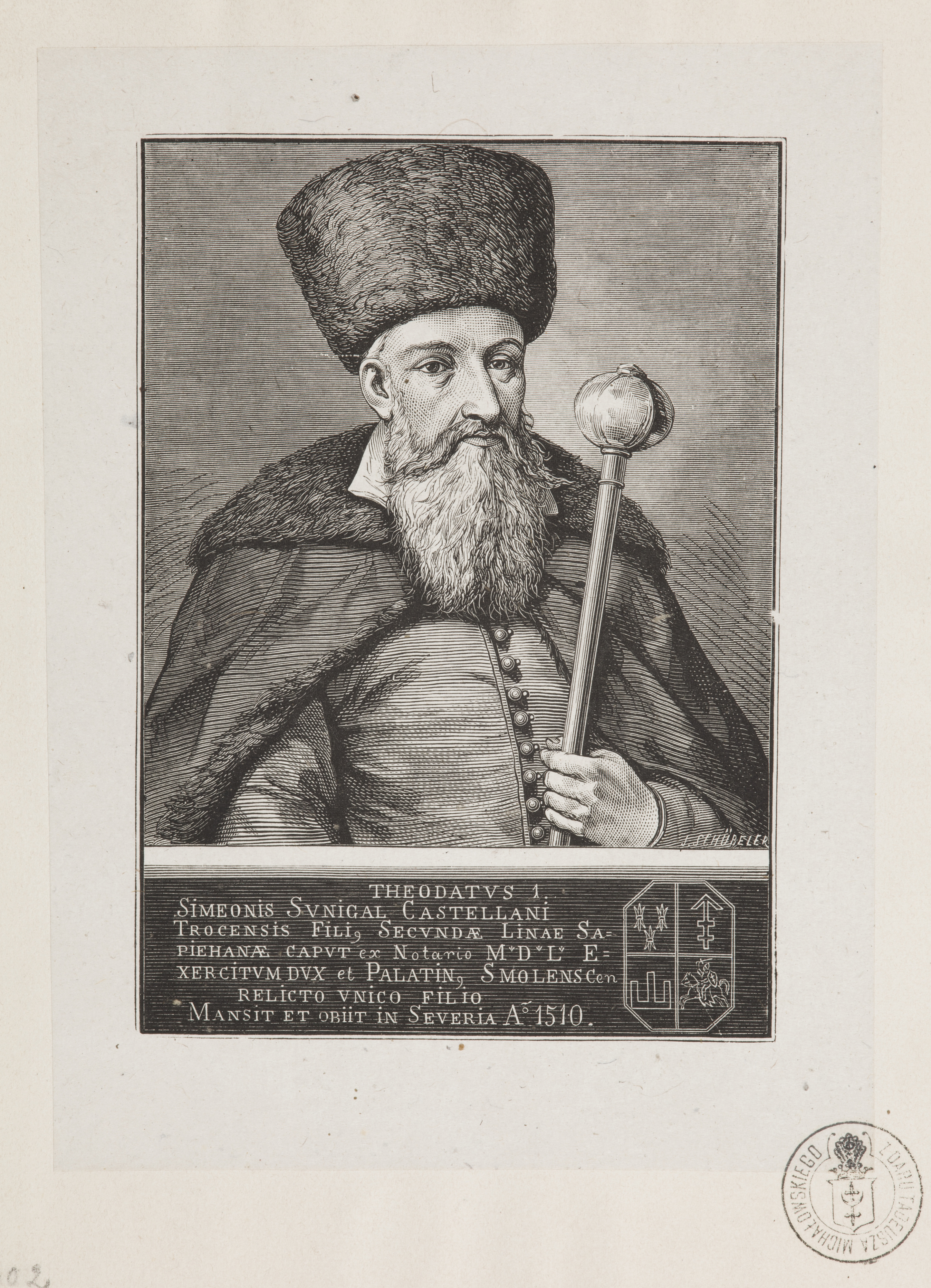
Богдан Сапіга (гравюра І. Шубелера, 1872 р. з портрета XVI ст.)

Богдан Семенович Сапіга (до 1450 — після 1512) — писар великий литовський (1471—1488), окольничий смоленський, державець мценський та любецький (1494—1500), намісник високодворський (1503—1512), перебував на дипломатичній службі, засновник ружансько-черейської гілки роду Сапігів.

## Біографія
Старший син Семена Сапіги, засновник лінії ружансько-черейської роду Сапіг.
Через шлюб у 1475 році з княгинею Федорою Бабич-Друцькою-Соколінською він отримав маєтки Черея, Біла, Тухачова, Лемниця, Сар'я, Грезан, а також право опіки над Черейським монастирем із селом Клубинічі. Одруження позитивно вплинуло на його службову кар'єру. Його дружина по материній лінії була споріднена з Ольгердовичами, а свекруха — княгиня Марія Друцька-Соколінська з роду Чарейських була племінницею впливового смоленського єпископа Мисаїла. На кар'єру Богдана добре вплинули діяльність його брата Івашка (засновника лінії Сапігів Кодена).
Богдан Семенович також придбав за власні гроші багато маєтностей, а в обмін з братом Іваном він отримав Єльню, утворюючи основу латифундії Сапігів.
Служив на дипломатичній службі. Брав участь у посольствах до Москви (1504, 1507), де в 1507 році був затриманий та ув'язнений (1507—1508) як заручник сім'ї Михайла Глинського.

## Сім'я
Він був одружений з княгинею Федорою Друцькою-Сокілінською і мав трьох синів — Івана, Януша та Федора, а також двох доньок — Богдану та Анну.